# Abdelaui Abdelaziz
Abdelaui Abdelaziz es un deportista marroquí que compitió en judo. Ganó una medalla de plata en el Campeonato Africano de Judo de 1997 en la categoría de +95 kg.

## Palmarés internacional
| Campeonato Africano | Campeonato Africano    | Campeonato Africano | Campeonato Africano |
| Año                 | Lugar                  | Medalla             | Categoría           |
| ------------------- | ---------------------- | ------------------- | ------------------- |
| 1997                | Casablanca (Marruecos) | Medalla de plata    | +95 kg              |